# 北、再発見
北、再発見（きた、さいはっけん）は、札幌テレビ放送（STV）製作の情報ドキュメンタリー番組である。1990年から2002年9月まで放送された。

## 概要
北海道各地の文化、伝統、自然、人間模様はもとより各地の観光・グルメスポットの最新情報に至るまで、北海道の魅力を伝えるドキュメンタリー。STVのアナウンサー、あるいはSTVに出演するタレントらがレポーターとして出演した。2001年10月からは「北、再発見21」に改称。放送番組センターの配給で、道外の放送局でも放送された。

## 放送時間
- 日曜日 7:30 - 8:00（放送開始 - 2001年9月）
- 日曜日 10:55 - 11:25（2001年10月 - 最終回）

## 出演者
メインキャスター
- 工藤準基[1]
- 和久井薫（2000年9月まで）[2]
- 谷口祐子（2000年10月[2] - ）

レポーター
- 落合美穂[1]
- 曽根まゆみ[1]
- 木村いさお
- 宮永真幸[2]
- 柳澤利幸[2]
- 室田智美[2]
- 鈴木亜紀[2]